# 天主教陶巴特教区
天主教陶巴特教區（拉丁語：Dioecesis Taubatensis），是巴西一個天主教教區，位於聖保羅州東部，包括十一市。屬阿帕雷西達總教區。
教區成立於1908年6月7日，2010年有教友567,000人，佔總人口85.1%。有卅七個堂區、司鐸103人。現任教區主教為卡爾莫·若望·羅登。